# Municipio de Courtland (Kansas)
El municipio de Courtland (en inglés: Courtland Township) es un municipio ubicado en el condado de Republic en el estado estadounidense de Kansas. En el año 2010 tenía una población de 395 habitantes y una densidad poblacional de 4,22 personas por km².

## Geografía
El municipio de Courtland se encuentra ubicado en las coordenadas 39°47′0″N 97°52′35″O / 39.78333, -97.87639. Según la Oficina del Censo de los Estados Unidos, el municipio tiene una superficie total de 93.7 km², de la cual 93,61 km² corresponden a tierra firme y (0,09 %) 0,09 km² es agua.

## Demografía
Según el censo de 2010, había 395 personas residiendo en el municipio de Courtland. La densidad de población era de 4,22 hab./km². De los 395 habitantes, el municipio de Courtland estaba compuesto por el 98,48 % blancos, el 0,76 % eran afroamericanos, el 0,51 % eran asiáticos, el 0,25 % eran de otras razas. Del total de la población el 0,76 % eran hispanos o latinos de cualquier raza.